# Zawistowo
Zawistowo – nieoficjalna nazwa przysiółka wsi Korzybie w Polsce położona w województwie pomorskim, w powiecie słupskim, w gminie Kępice.
Osada wchodzi w skład sołectwa Korzybie.
W latach 1975–1998 miejscowość należała administracyjnie do województwa słupskiego